# Sierra de Guadalupe (stacja metra)
Sierra de Guadalupe – stacja metra w Madrycie, na linii 1. Znajduje się w dzielnicy Villa de Vallecas, w Madrycie i zlokalizowana jest pomiędzy stacjami Miguel Hernández, a Villa de Vallecas. Została otwarta 4 marca 1999.